# Distrito electoral de Crookston (condado de Cherry, Nebraska)
Crookston (en inglés: Crookston Precinct) es un distrito electoral ubicado en el condado de Cherry en el estado estadounidense de Nebraska. En el Censo de 2010 tenía una población de 182 habitantes y una densidad poblacional de 0,45 personas por km².

## Geografía
Crookston se encuentra ubicado en las coordenadas 42°54′2″N 100°47′39″O / 42.90056, -100.79417. Según la Oficina del Censo de los Estados Unidos, Crookston tiene una superficie total de 407.7 km², que corresponden a tierra firme.

## Demografía
Según el censo de 2010, había 182 personas residiendo en Crookston. La densidad de población era de 0,45 hab./km². De los 182 habitantes, Crookston estaba compuesto por el 92.86% blancos, el 2.2% eran amerindios, el 0.55% eran isleños del Pacífico y el 4.4% pertenecían a dos o más razas.